# 山里町 (名古屋市)
山里町（やまざとちょう）は、愛知県名古屋市昭和区の地名。丁目の設定はない。住居表示未実施。

## 地理
名古屋市昭和区東部に位置する。東は山手通、北は八雲町に接する。

## 歴史

### 地名の由来
耕地整理実施の際に命名されたが、当時の当地の様子を端的に表した町名であるという。

### 沿革
- 1934年（昭和9年）10月1日 - 中区広路町の一部により、同区山里町として成立[1]。
- 1937年（昭和12年）10月1日 - 昭和区成立に伴い、同区山里町となる[1]。
- 1964年（昭和39年） - 同区五軒家町より南山大学が当地に移転[9]。

## 世帯数と人口
2019年（平成31年）1月1日現在の世帯数と人口は以下の通りである。
| 町丁   | 世帯数  | 人口    |
| ------ | ------- | ------- |
| 山里町 | 667世帯 | 1,173人 |

### 人口の変遷
国勢調査による人口の推移
| 1950年（昭和25年） | 273人   | [ 10 ] |  |
| 1955年（昭和30年） | 584人   | [ 10 ] |  |
| 1960年（昭和35年） | 805人   | [ 11 ] |  |
| 1965年（昭和40年） | 1,035人 | [ 11 ] |  |
| 1970年（昭和45年） | 1,078人 | [ 12 ] |  |
| 1975年（昭和50年） | 1,034人 | [ 12 ] |  |
| 1980年（昭和55年） | 1,636人 | [ 13 ] |  |
| 1985年（昭和60年） | 1,581人 | [ 13 ] |  |
| 1990年（平成2年）  | 1,549人 | [ 14 ] |  |
| 1995年（平成7年）  | 1,327人 | [ 15 ] |  |
| 2000年（平成12年） | 1,495人 | [ 16 ] |  |
| 2005年（平成17年） | 1,456人 | [ 17 ] |  |
| 2010年（平成22年） | 1,340人 | [ 18 ] |  |
| 2015年（平成27年） | 1,317人 | [ 19 ] |  |

## 学区
市立小・中学校に通う場合、学校等は以下の通りとなる。また、公立高等学校に通う場合の学区は以下の通りとなる。
| 番・番地等 | 小学校               | 中学校               | 高等学校 |
| ---------- | -------------------- | -------------------- | -------- |
| 全域       | 名古屋市立滝川小学校 | 名古屋市立川名中学校 | 尾張学区 |

## 施設
- 八事パークマンション[7]

かつてこの敷地は上池という池があった場所という。
- 南山大学[7]
  - 南山大学人類学博物館[7]

## 史蹟
- 般若台[7]
  - 大般若石経宝塔[7]

## 交通
- 名古屋市道川名山萩岡町線

## その他

### 日本郵便
- 郵便番号 : 466-0824[4]（集配局：昭和郵便局[22]）。